# Губернски секретар
Губернски секретар (на руски: губернский секретарь) е цивилен (граждански) чин XII клас в Руската империя в периода  1722–1917 г.
Чинът води началото си от длъжността губернски секретар, въведена в началото на XVIII век в губернските канцеларии. Тя се затвърдява като обосовен чин в Таблицата на рангове от 24 януари 1722 г. За първи път се споменава като цивилен (граждански) чин от XII клас. По-нататък чинът губернски секретар престава да се свързва само с длъжност в системата на органите на местното управление, разпространявайки се в цялата система от държавни учреждения. Кандидатът за присвояване на чина губернски секретар не е трябвало задължително да бъдеблагородник.
Процедурата за производство в чинове от цивилната служба, установена на 25 юни 1834 г., предвижда чинът губернски секретар да дава на притежателя му право на лично (не наследствено) почетно гражданство. В същото време обръщението към губернски секретар, както и към служителите от по-ниските класове, остава „Ваше благородие“ (дори и съответния чиновник да не е бил благородник).
Закон от 9 декември 1856 г. „Относно срока за производство в чинове от цивилната служба“ установява, че за да се получи чина губернски секретар следвало да се прослужат не по-малко от 3 години в по-нисък чин — колежки секретар; същият брой години служба се изисквал и за повишаване в още по-висок чин. При получаване на чина заради отличие срокът можел да бъде съкратен наполовина. 
За безупречна служба губернският секретар можел да получи орден „Св. Станислав“ III степен.
Петлицата или пагонът на чиновника имали две звезди с диаметър 11,2 mm върху една ивица, а там била също прикрепена и емблемата на служебното ведомство.
Този чин престава да съществува от 12 ноември 1917 г. — датата на влизане в сила на Декрета за унищожаване на съсловията и гражданските чинове в хода на Руската революция от 1917 г. и рухването на империята, след което е създаден Съюзът на съветските социалистически републики.